# Shades of God
Shades of God treći je studijski album britanskog gothic metal sastava Paradise Lost. Diskografska kuća Music for Nations objavila ga je 14. srpnja 1992.

## Glazbeni stil
Zadržao je teške instrumente i death growl karakteristični za prethodne death/doom napore sastava, a također pokazuje početak prijelaza sastava na melodičniji, gothic metal zvuk koji se čuje na sljedećem albumu Icon.

## Popis pjesama
Tekstovi: Nick Holmes, glazba: Greg Mackintosh.
| 1.    | »Mortals Watch the Day« | 5:12 |
| 2.    | »Crying for Eternity«   | 7:05 |
| 3.    | »Embraced«              | 4:29 |
| 4.    | »Daylight Torn«         | 7:53 |
| 5.    | »Pity the Sadness«      | 5:05 |
| 6.    | »No Forgiveness«        | 7:37 |
| 7.    | »Your Hand in Mine«     | 7:08 |
| 8.    | »The Word Made Flesh«   | 4:41 |
| 9.    | »As I Die«              | 3:46 |
| 52:56 |                         |      |

## Zasluge
| Paradise Lost - Nick Holmes – vokal - Gregor Mackintosh – solo gitara - Aaron Aedy – ritam gitara - Stephen Edmondson – bas-gitara - Matthew Archer – bubnjevi | Dodatni glazbenici - Robert John Godfrey – klavijature - Sarah Marrion – vokal (dodatni) Ostalo osoblje - George Chin – fotografije - Simon Efemey – inženjer zvuka, produkcija, miks - Dave McKean – naslovnica, dizajn, ilustracije |